# East Meadow

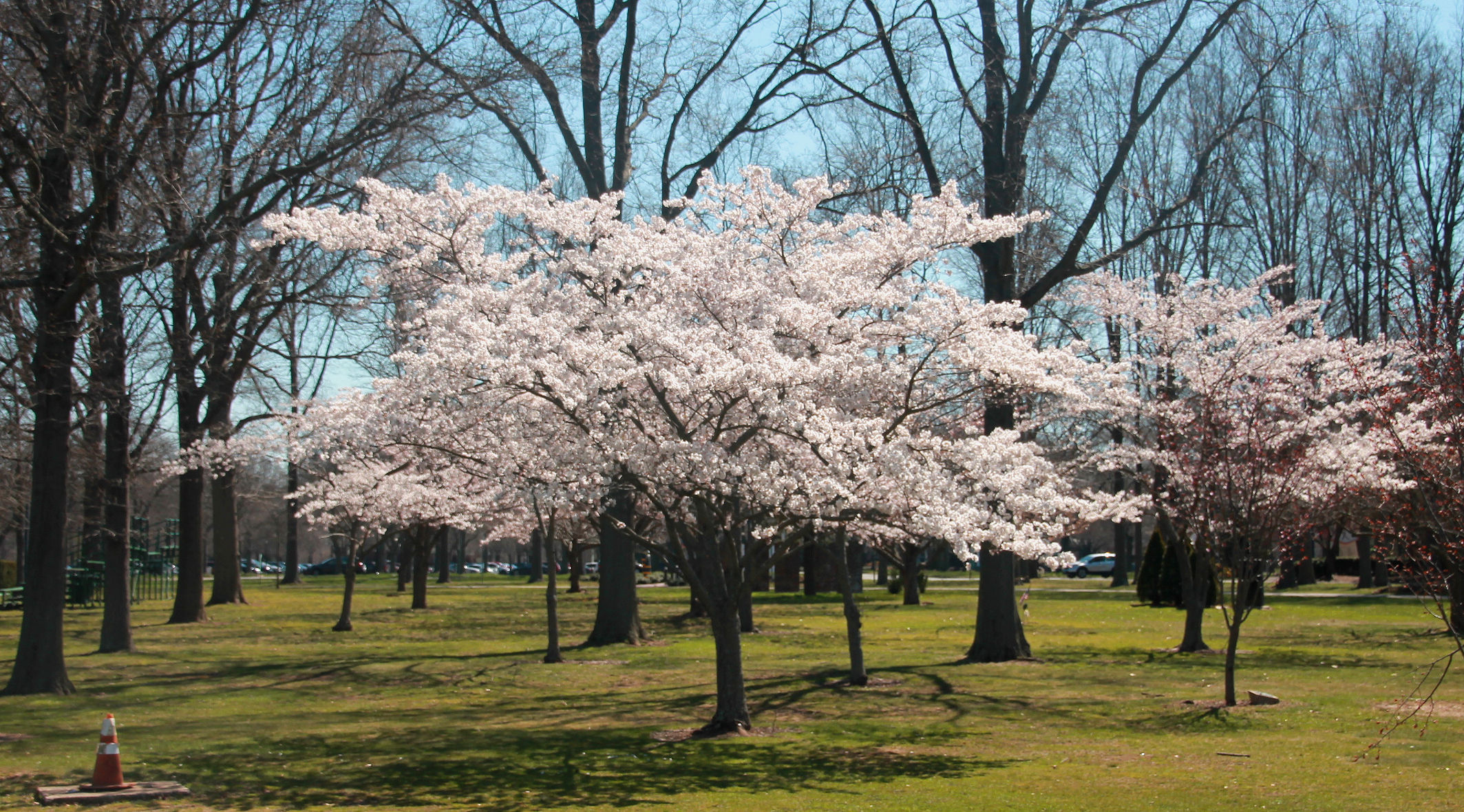
Eisenhower Park

East Meadow är en så kallad census-designated place i Nassau County i delstaten New York och en av de östra förorterna till staden New York på Long Island, 38 km från Manhattan. Vid 2010 års folkräkning hade East Meadow 38 132 invånare.

## Kända personer från East Meadow
- Sterling Morrison, gitarrist
- Jan Rabson, röstskådespelare
- Matt Serra, MMA-utövare
- Lee Zeldin, politiker